# Peter Sydow
Peter Sydow (* 15. Dezember 1956 in Gelsenkirchen) ist ein deutscher Fernsehjournalist, Moderator und ehemaliger Korrespondent.

## Leben und Wirken
Sydow studierte Internationale Politik, Kommunikationswissenschaften und Wirtschaftswissenschaften in München. Seine journalistische Laufbahn begann er mit Hospitationen bei der Süddeutschen Zeitung, dem ZDF und dem Bayerischen Rundfunk. Von 1982 bis 1990 war Peter Sydow als freier Fernsehjournalist für ZDF und ARD tätig. Von 1990 bis 1998 produzierte er Reportagen für ARD, ZDF, arte und verschiedene private Fernsehsender. 1998 war er kurzzeitig Redakteur bei Focus TV, kehrte aber dann zum ZDF zurück.
Von 1999 bis 2007 war er Korrespondent im ZDF-Studio München. In den Jahren 2003 bis 2005 moderierte er beim TV-Sender Phoenix. Von August 2007 bis Dezember 2012 war Peter Sydow Korrespondent im ZDF-Studio Rom, das für die Berichterstattung aus Italien, Malta und Griechenland zuständig ist. Darüber hinaus moderierte er seit April 2011 das Magazin Life & Style Rom beim Sender ZDFinfo. Von Januar 2013 bis September 2018 war Peter Sydow wieder Korrespondent im ZDF-Studio München.
Peter Sydow ist mit der Journalistin Mirjam Kottmann verheiratet.